# Claudio Bonichi
Claudio Bonichi (Novi Ligure, provincia de Alessandria, Liguria, Italia, 1943 - Roma, Italia 30 de marzo de 2016) pintor contemporáneo italiano, sobrino de los pintores Eso Peluzzi y Gino Bonichi  , conocido como Scipione. Su hija es la prestigiosa pintora Benedetta Bonichi.

## Biografía

### Formación
Artista por vocación, en la universidad de Roma, Italia (ciudad de adopción) cursó Ingeniería, y se dedicó principalmente a los estudios de filosofía, filología romance, la historia de las religiones, el latín y la literatura francesa. Debido a la profesión de su padre, que era oficial de aviación, residió en su infancia en diversas ciudades. Las etapas que han ejercido mayor influencia en su obra fueron las de Parma, Taranto y Roma. 

### Trayectoria
Su primera exposición la realiza en 1964 con una exhibición personal en la Galería S. Andrea di Savona, con una introducción de su catálogo por Fortunato Bellonzi  (enlace roto disponible en Internet Archive; véase el historial, la primera versión y la última)..
En 1968 ejecutó los frescos de la cúpula de la Iglesia de San Juan Ceriale (Chiesa di San Giovanni a Ceriale) en la provincia de Savona, Italia.
En 1981, presentado por Giorgio Mascherpa, realiza una exposición individual en Ámsterdam, y en el mismo año, es invitado por Luigi Carluccio, a participar en la IV Bienal de Arte de Medellín, Colombia.
En 1982 expuso en el prestigioso Madison Gallery de Toronto (Canadá).

## Obra
Su obra es de una pincelada depurada que recuerda a la minuciosidad de los trabajos del renacimiento italiano, por sus colores translúcidos y pasteles.No obstante su obra se define por una temática que nada entre el surrealismo, y la expresión de la fugacidad del tiempo tan característica del barroco.
Su obra está representada en museos como:
- MUMI - Museo Michetti (Abruzzo - Italia)
- Musei di Villa Torlonia   (Roma – Italia)
- Museo d'arte dello Splendore   (Giulianova – Italia)

Hay numerosa bibliografía sobre este gran pintor de la que destacamos, las obras monográficas de:
Umberto Allemandi  y
Marco Vallora 
En la primera década del 2000 experimenta con la versatilidad de las obras "multimedia" o "interdisciplinares" junto con otros intelectuales de ramas tan diversas como la literatura, la ciencia y las ártes escénicas; un ejemplo reciente es la obra "Renata davanti allo specchio"  con el escritor catalán Baltasar Porcel, y la colaboración de la actriz Eva Basteiro-Bertoli

## Enlaces
Información sobre Subastas  «ARTNET». Consultado el 7 de julio de 2008.
Biografía y Precios de la obra de Claudio Bonichi «ARTPRICE». Consultado el 11 de julio de 2008.
Información internacional sobre obra de Claudio Bonichi «FINDART-INFO». Consultado el 11 de julio de 2008.
Libros sobre Claudio Bonichi «AMAZON». Consultado el 11 de julio de 2008.
«Galeria Juan Gris». Archivado desde el original el 12 de enero de 2012. Consultado el 7 de julio de 2008.
- Datos: Q5771872